# DSB Vedligehold

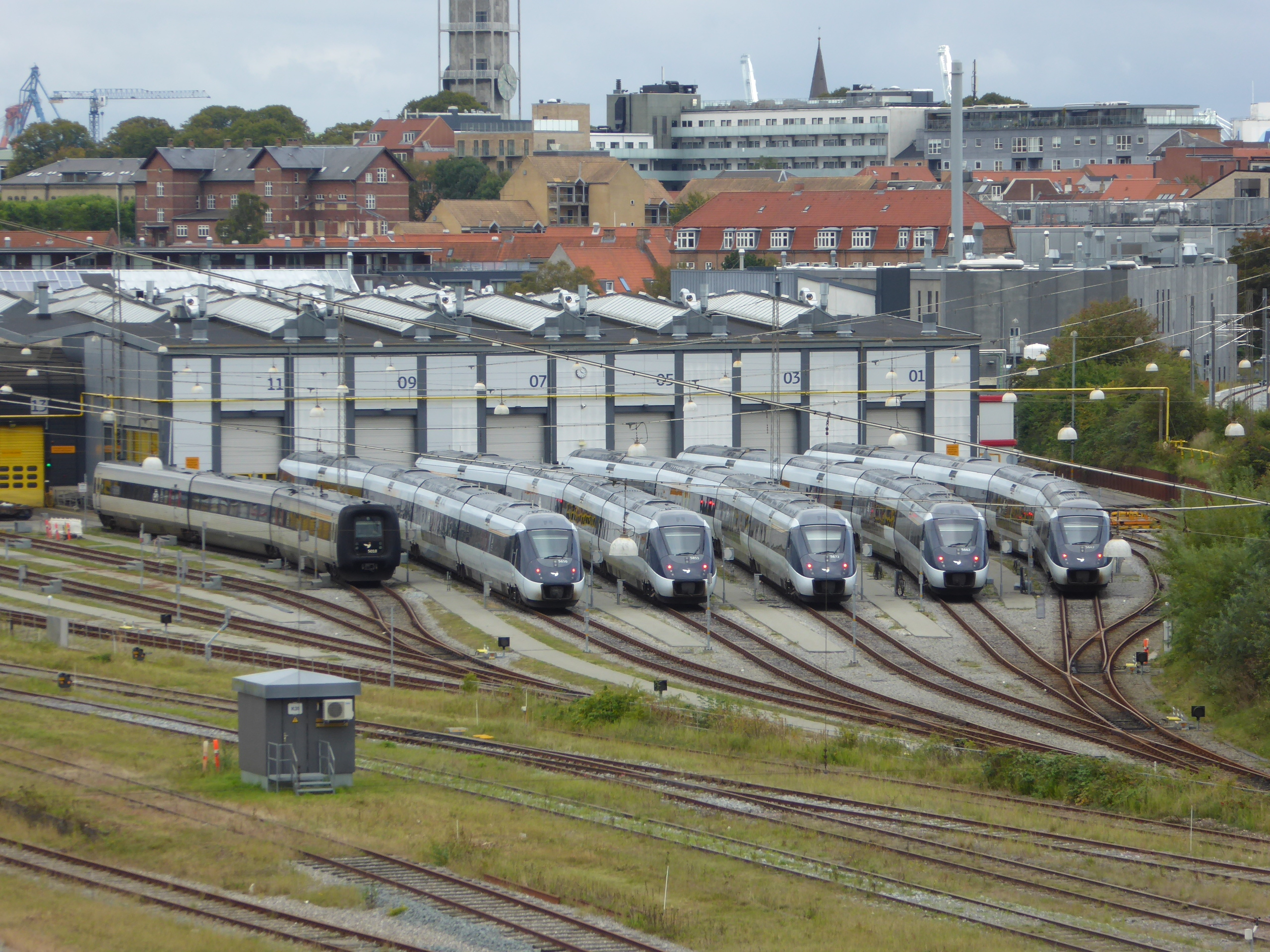
Centralværkstedet Aarhus

DSB Vedligehold (deutsch DSB Instandhaltung) ist eine dänische Aktiengesellschaft, die zu 100 % im Besitz der Danske Statsbaner (DSB) ist. Die DSB wiederum gehört dem dänischen Staat.
DSB Vedligehold hat die Aufgabe, die Ausrüstung der DSB zu warten sowie Reparaturen und Inspektionen durchzuführen. Das Unternehmen beschäftigt etwa 1400 Mitarbeiter, von Schmieden, Elektrikern, Elektromechanikern, Fahrzeugmechanikern und Ingenieuren bis hin zum Werkstattleiter sowie Auszubildende.
DSB Vedligehold war bis zum Sommer 2013 im Otto Busses Vej auf dem Bahngelände von Vesterbro in Kopenhagen beheimatet. Seither befindet sich die Verwaltung in der Telegade 2 in Høje Taastrup.

## Werkstätten
Zur Instandhaltung gehören etwa 20 Werkstätten, darunter:
- København (mehrere Werkstätten)
  - Centralværkstedet (ME und Doppelstockwagen der Reihen ABs, B und Bk)
  - Bahnbetriebswerk Helgoland (Øresundzüge der Reihe ET)
  - Bahnbetriebswagenwerk (Klargøringscentret = Vorbereitungszentrum) Kastrup
  - IC3-Bahnbetriebswagenwerk in Københavns Hovedbanegård
- Bahnbetriebswerk Taastrup (S-tog)
- Aarhus (mehrere Werkstätten)
  - Centralværksteder Aarhus (IC4, IC3)[4]

In den nächsten Jahren werden für rund zwei Mrd. DKK verschiedene Werkstattgebäude in Fredericia, Kopenhagen und Aarhus erneuert. Die Planungen werden von Rambøll durchgeführt, die Gebäude sollen 2025 dem Betrieb übergeben werden.